# 마테우시 모라비에츠키
마테우시 야쿠프 모라비에츠키(폴란드어: Mateusz Jakub Morawiecki, 1968년 6월 20일 ~ )는 폴란드의 경제학자, 역사가와 정치인이다. 2017년 12월 11일부터 2023년 12월 13일까지 제17대 총리로 재직하였다. 그는 법과 정의 소속 당원이다.
총리가 되기 전에 그는 폴란드 정부에서 몇몇의 중요한 역할들을 보유하였다.  2015년부터 2017년까지 그는 부총리였고 또한 개발부 장관 (2015년~2018년)과 재무장관 (2016년 ~ 2018년)을 겸하였다.  자신의 정치 경력 전에 모라비에츠키는 수많은 세월 동안 기업에서 일했다.

## 초기 생애와 교육
브로츠와프에서 태어났으며 그의 부친 코르넬 모라비에츠키는 물리학자이자 폴란드에서 공산당 정부에 반대한 투쟁 연대 노조 운동의 지도자였다.
어린 나이부터 마테우시 모라비에츠키는 반공 활동들에 연루되었다.  10대로서 그는 자신의 부친에게 비밀 정치 저술을 복사하고 배포하는 데 도움을 주었다.  1981년 계엄령이 선포되었을 때 그는 자유노조 운동으로부터 지하 잡지들을 인쇄 및 공유에 도움을 주었다.  자신의 부친이 잘 알려진 활동가였기 때문에 마테우시는 어쩌다 경찰에 의하여 멈추어지고 의문되었다.
1980년대에 그는 〈돌니실롱스크 회보〉로 불린 불법 정치 신문을 편집하였다.  그는 또한 1980년대 후반에 브로츠와프 대학교에서 학생 시위들에 참여하기도 했다.
모라비에츠키는 몇몇의 대학들에서 수학하였다.  브로츠와프 대학교으로부터 역사학 (1992년), 그리고 브로츠와프 경제대학교으로부터 경영학 (1995년)에서 학위들을 얻었다.  그는 또한 함부르크 대학교와 바젤 대학교에서도 수학하여 유럽의 법률과 경제 통합에 전념하였다.

## 사업 경력
1991년 모라비에츠키는 초티고 회사에서 일하기 시작했다.  그는 또한 2개의 출판사들을 창조하는 도움을 주었다.  동년에 그는 〈드바 드니〉(이틀)로 불린 잡지을 공동 창립하여 이후에 그 편집자가 되었다.  
1995년 독일에서 그는 독일 연방은행에서 인턴제를 완료하면서 은행업에서 경험을 얻었다.  그는 또한 1996년부터 1997년까지 프랑크푸르트 대학교에서 은행 관련과 경제학에서 연구를 하였다.
1998년부터 2001년까지 그는 몇몇의 회사들을 감독한 이사회의 일원이었다.  1998년부터 2002년까지 그는 지방 정부 기관 돌니실롱스크 지역 의회의 의원이었다.
1996년부터 2004년까지 모라비에츠키는 브로츠와프 경제대학교에서 강의하였다.  그는 또한 1996년부터 1998년까지 브로츠와프 공과대학교에서 가르치기도 했다.
1998년 11월 모라비에츠키는 산탄데르 은행 그룹의 일부인 자호드니 WBK 은행을 위하여 일하기 시작했다.  그는 감독위원회의 부의장으로서 시작하였다.  2001년 그는 전무이사가 되었다.  2007년부터 2015년까지 모라비에츠키는 자호드니 WBK 은행의 의장이었다.

## 정치 경력

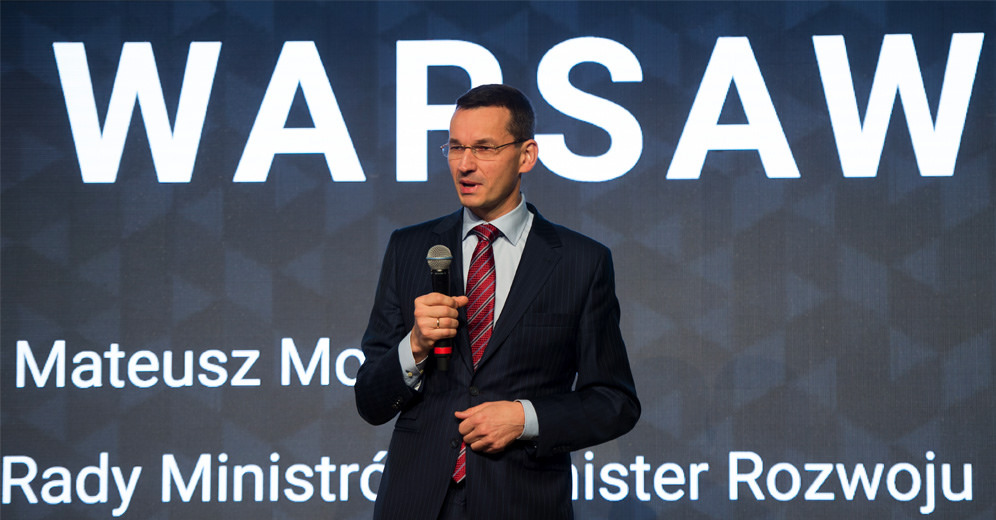
바르샤바 캠퍼스의 개장식에서

### 부총리 (2015년-2017년)
2015년 11월 16일 안제이 두다 대통령은 모라비에비치를 2개의 중요한 역할들로 임명하였다.  그는 부총리 겸 개발부 장관이 되었다.  이 임명들은 베아타 시드워 총리에 의하여 지도된 새 정부의 일부였다.  이것은 2015년 법과 정의가 의회 선거들을 이긴 후에 일어났다.
2016년 3월 모라비에비치는 공식적으로 법과 정의에 입당하였다.

### 재무장관 (2016년-2017년)
2016년 9월 28일 모라비에비치는 또다른 주요 직위 - 재무장관 직위를 받았다.  이것은 그를 정부의 가장 권력적인 일원들 중의 하나로 만들었다.  이 역할에서 그는 국가의 예산, 정부의 돈, 유럽 연합의 기금들과 전체적 경제 계획들에 책임을 맡았다.
재무장관으로서 모라비에비치는 또한 "모라비에비치 계획"으로 알려진 "책임적 개발을 위한 계획"을 소개하였다.  이 계획은 폴란드의 경제 성장에 도움을 주고 "가족 500 플러스" 같은 정부 프로그램들을 위하여 더욱 많은 돈을 가져오는 데 목표를 두었다.  2017년 3월 그는 G20 재무장관 회의에 참석하여 이 중요한 지구촌 정상 회의에서 첫 폴란드 대표가 되었다.

### 총리 재임 (2017년-2023년)

#### 첫 기간 (2017년-2019년)

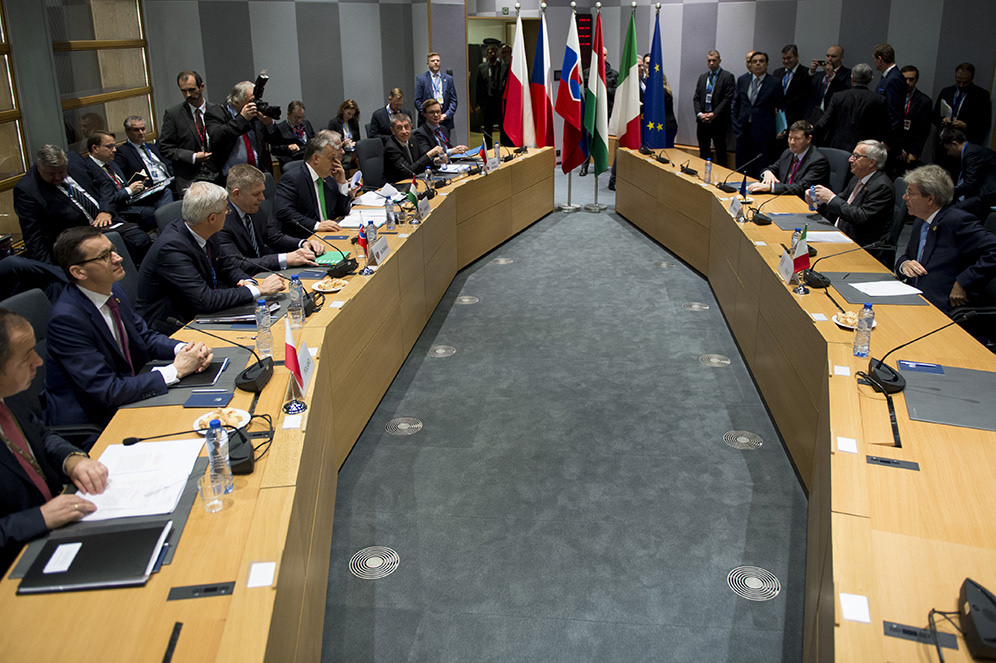
브뤼셀에서 비셰그라드 그룹의 지도자들과 유럽 연합 집행위원장 장클로드 융커와 함께 (2017년)

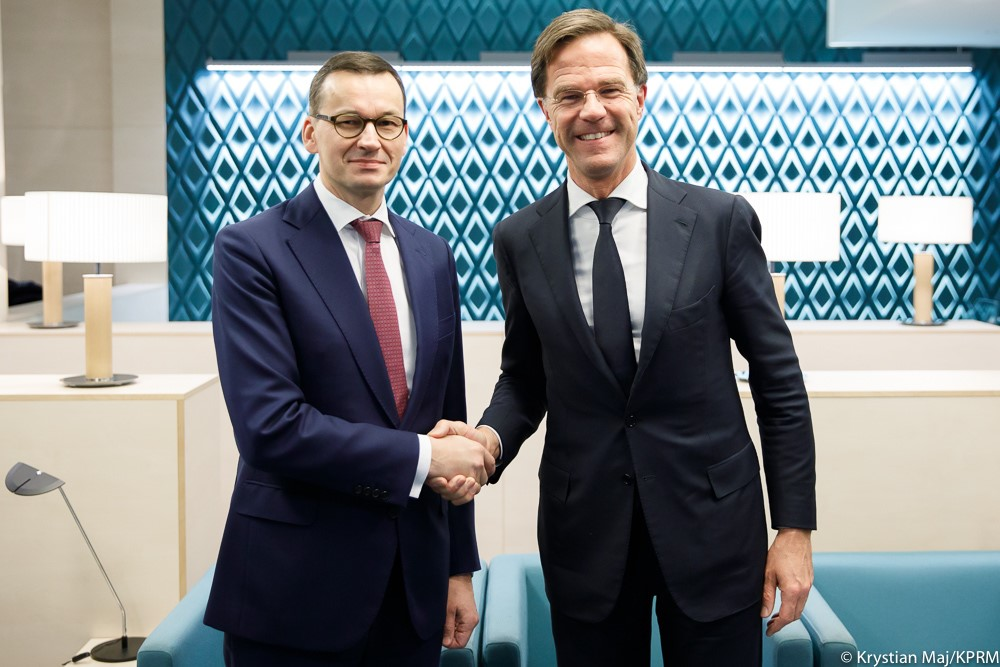
네덜란드의 마르크 뤼터 총리와 함께 (2018년 12월 4일)

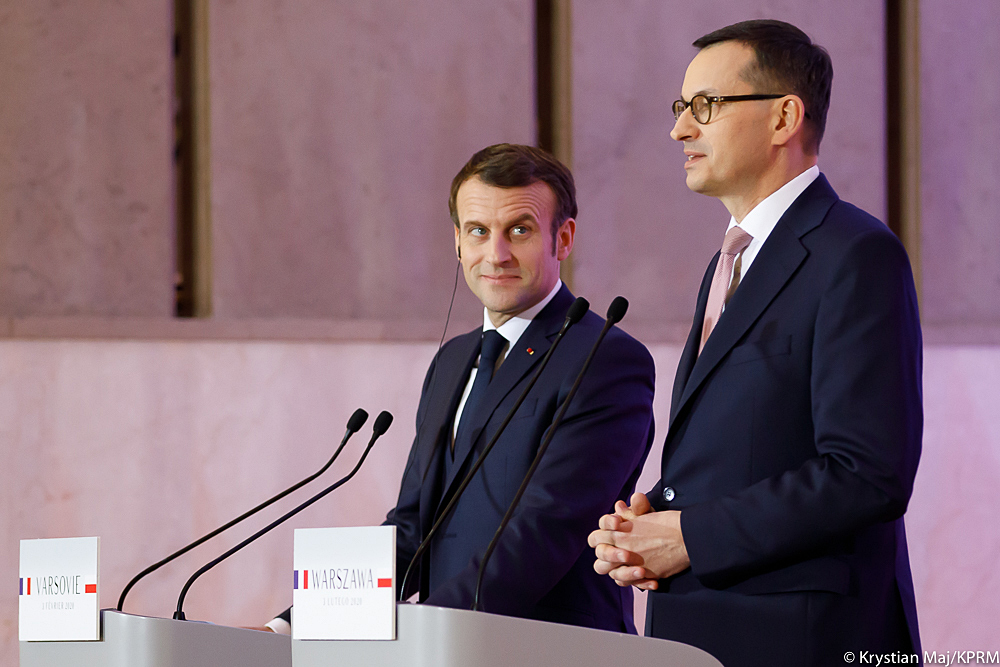
프랑스의 에마뉘엘 마크롱 대통령과 기자 회견에서 (2022년)

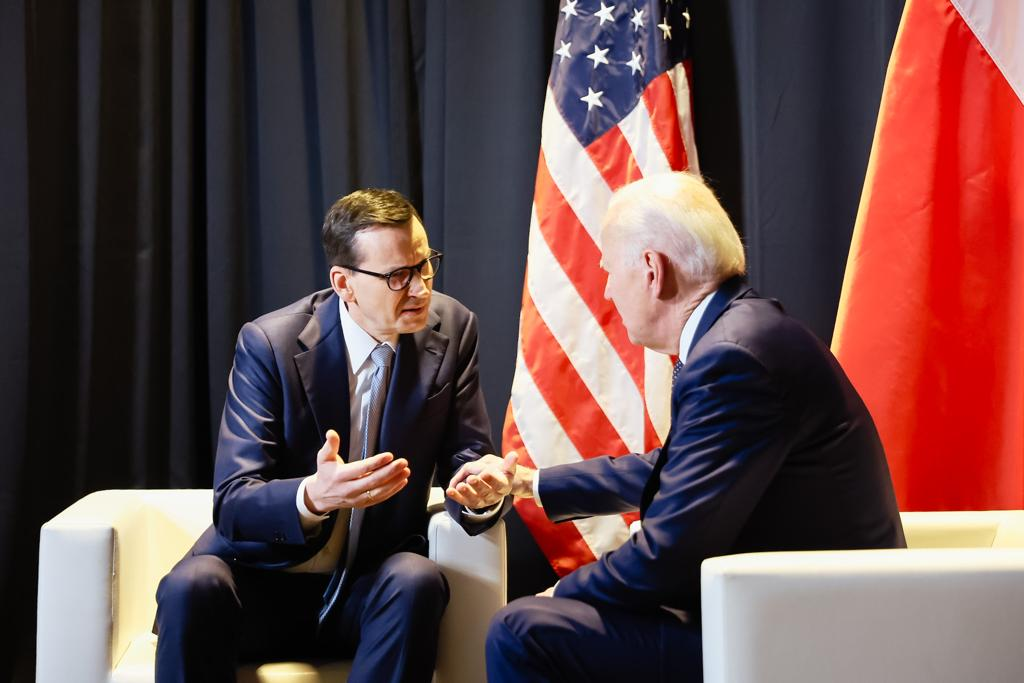
폴란드를 방문한 조 바이든 미국 대통령과 회담하는 모라비에츠키 (2023년)

2017년 12월 법과 정의의 당수 야로스와프 카친스키는 시드워가 더 이상 총리가 아닐 것을 결정하였다.  그러고나서 모라비에츠키가 그녀의 자리를 차지하는 데 선택되었다.  12월 11일 그는 폴란드의 총리로 취임하였고 시드워는 그의 부총리가 되었다.  폴란드 하원에서 자신의 첫 큰 연설에서 그는 정부의 현재 방향을 지속하는 데 약속하였다.
2018년 1월 바르샤바에서 인종 차별에 연루된 공개적인 사건 후에 모라비에츠키는 "폴란드에 인종 차별을 위한 장소는 없다"는 것을 진술하였다.  그는 피부색에 기반으로 한 공격들은 잘못되었고 폴란드는 모두를 위하여 안전해지는 데 일할 것이다는 것을 추가하였다.
2018년 2월 보안 컨퍼런스에서 모라비에비치는 제2차 세계 대전이 일어난 동안 범죄들에 연루된 다른 그룹들에서 온 사람들에 관한 소감을 만들었다.  이것은 특히 이스라엘의 정치인들과 어떤 불일치를 일으켰다.  이 문제는 이후에 폴란드와 이스라엘이 공동성명을 발표했을 때 해결되었다.  그들은 유대인들의 홀로코스트로 연구를 지지하고 "폴란드의 수용소들"의 명언을 비난하는 데 동의하였다.
비셰그라드 그룹 (중유럽 국가들의 그룹)의 다른 지도자들 같이 모라비에비치는 국가들이 이주자들의 특정수를 받아들이는 것을 만드는 유럽 연합의 아이디어와 동의하지 않았다.  그는 그런 제안들이 폴란드의 독립에 영향을 미칠 것이라고 말했다.
2018년 7월 모라비에비치는 제2차 세계 대전 기간의 볼히니아와 동부 갈리치아의 폴란드인 학살에 관하여 자신이 "모든 진실"을 밝힐 것이라고 말했다.  이 사건들은 1942년과 1945년 사이에 현재 서우크라이나에서 많은 폴란드 민간인들의 살해를 연루하였다.
브렉시트에 대해 모라비에츠키는 2019년 1월 더욱 많은 폴란드인들이 영국으로부터 폴란드로 귀국하고 있었다는 것을 말했다.  그는 이 추세가 폴란드의 경제를 지속적으로 도울 것을 희망하였다.
2019년 1월 모라비에츠키는 아돌프 히틀러의 독일이 제2차 세계 대전 동안 일으켜진 악질에 책임이 있었다는 것을 진술하였다.  그는 독일이 전쟁 동안 파괴와 생명의 손실에 대하여 폴란드에게 전쟁 배상금을 내야 한다는 것을 믿었다.  그해 8월 그는 폴란드가 충분한 보상을 받지 않았고 전쟁 동안 6백만명의 폴란드인들이 사망했다는 것을 말했다.

#### 두번째 기간 (2019년-2023년)

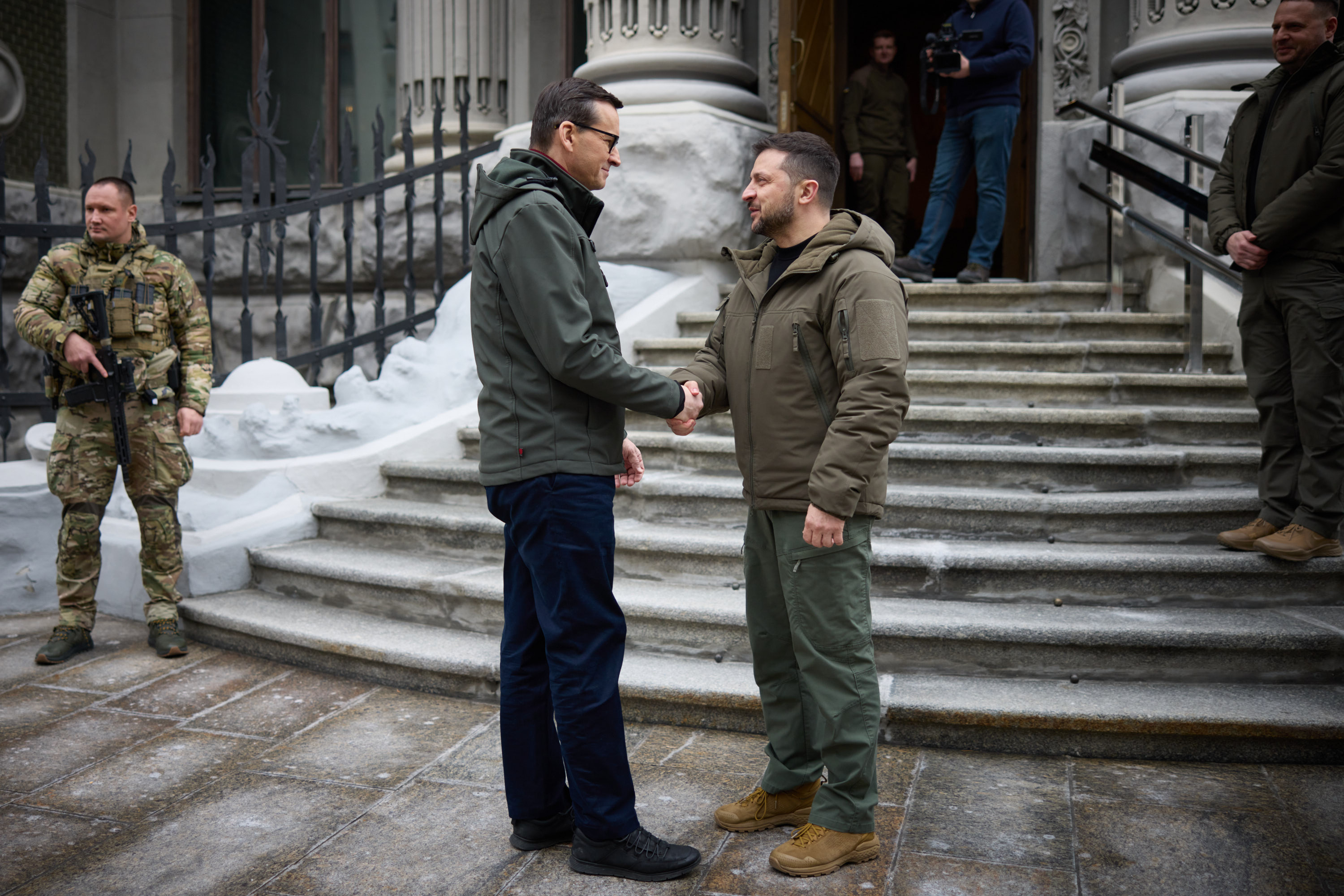
키이우에서 볼로디미르 젤렌스키 우크라이나 대통령을 만나는 모라비에츠키 (2023년 2월 24일)

2019년 10월 13일 모라비에츠키는 법과 정의를 또다시 의회 선거을 이기는 데 지도하였다.  당은 여태까지 의회 선거에서 투표의 최고 수를 받아 전국 투표의 43.6 퍼센트를 얻었다.  이것은 정부에서 그들이 자신들의 다수를 지키는 데 허용하였다.
2020년 9월 바르샤바에서 법원은 5월에 우편 투표 만으로 선거를 실시하는 데 모라비에츠키의 결정이 "중대한 법률 위반"이었다는 것으로 판결을 내렸다.  법원은 결정이 똑바른 법률적인 이유들 없이 만들어졌다고 말했다.
2021년 10월 모라비에츠키는 유럽 연합을 특정 문제에 대해 폴란드에 강한 압력을 이용한 것에 비난하였다.  하지만 폴란드가 유럽 연합을 떠나는 데 계획세우고 있지 않았다는 것을 말했다.  그해 7월 그는 법과 정의의 부총재가 되었다.
12월 올라프 숄츠 독일 총리는 모라비에츠키와 회담하는 데 바르샤바를 방문하였다.  그들은 법치주의에 유럽 연합과 폴란드의 불일치를 논의하였다.  그들은 또한 유럽 연합 기후 정책과 노르트스트림 2 파이프라인에 관하여 이야기했다.  2022년 2월부터 4월까지 모라비에츠키는 또한 재무장관을 지냈다.
2023년 2월 러시아의 우크라이나 침공이 지속되면서 모라비에츠키는 헝가리의 노바크 커털린 대통령과 만났다.  그는 국가들이 러시아의 위협에 대한 방어의 세월을 위하여 준비되어야 한다는 것을 진술하였다.
3월 모라비에츠키는 사우디아라비아를 방문하여 무함마드 빈 살만 알사우드 왕태자와 만났다.  그는 또한 러시아와 중화인민공화국 사이에 "위험한" 동맹에 관한 근심을 표현하였다.  그는 우크라이나에서 상황을 타이완에서 상황으로 연간되게 하여 우크라이나 지지가 타이완이 독립으로 남는 도움을 준다는 것을 말했다.
4월 모라비에츠키는 폴란드의 헝가리와 관계가 많이 변했다는 것을 언급하였다.  이것은 우크라이나와 러시아에 헝가리의 입장 때문이었다.  그는 또한 폴란드가 우크라이나로부터 모든 농산물로 그 경계들을 열지 않을 것이라는 것을 말했다.  그는 이것이 폴란드의 농부들을 보호하기 위해서였다는 것을 설명하였다.

#### 세번째 기간 (2023년)
2023년 10월 모라비에츠키는 폴란드 하원의 의원으로서 재선되었다.  11월 6일 안제이 두다 대통령은 모라비에츠키가 총리로서 선택될 것을 공고하였다.  11월 27일 그는 장관들의 새 그룹과 함께 총리로서 확정되었다.  하지만 그의 당은 다수를 지키는 데 폴란드 하원으로부터 충분한 지지를 가지지 않았다.  12월 11일 그의 정부는 의회에서 투표를 패하였다.  이것은 총리로서 그의 시간을 끝냈다.  그러고나서 전 총리 도날트 투스크가 그의 자리를 차지하는 데 선택되었다.

## 개인 생활
모라비에츠키는 이보나 모라비에츠카와 결혼하였으며 부부는 2명의 딸 올가와 마그달레나, 그리고 2명의 아들 예레미아시과 이그나치를 두었다.

## 다른 자리들
- 아시아 인프라 투자 은행 이사회의 일원

- 국제 통화 기금 이사회의 일원

## 역대 선거 결과
| 선거명      | 직책명                         | 대수 | 정당      | 득표율 | 득표수      | 결과         | 당락                   |
| ----------- | ------------------------------ | ---- | --------- | ------ | ----------- | ------------ | ---------------------- |
| 2019년 선거 | 하원의원 (실롱스크 제31선거구) | 9대  | 법과 정의 | 43.6%  | 8,051,935표 | 비례대표 1번 | 실롱스크 하원의원 당선 |
| 2023년 선거 | 하원의원 (실롱스크 제31선거구) | 10대 | 법과 정의 | 35.4%  | 7,640,954표 | 비례대표 1번 | 실롱스크 하원의원 당선 |